# Даниловка (Гордеевский район)
Дани́ловка — упразднённая в 2015 году деревня в Гордеевском районе Брянской области, в составе Творишинского сельского поселения. Располагалась в 8 км к северо-востоку от Гордеевки. Постоянное население с 2006 года отсутствовало.

## История
Основана в середине XVIII века здешними землевладельцами Шираями как слобода (также называлась Чаченевка); в их же владении оставалась и в последующем, казачьего населения здесь не было.
До 1781 года входила в Новоместскую сотню Стародубского полка; с 1782 по 1921 в Суражском уезде (с 1861 — в составе Гордеевской волости); в 1921—1929 в Клинцовском уезде (та же волость). С 1929 года в Гордеевском районе, а при его временном расформировании (1963—1985) — в Клинцовском районе.
С 1919 до 1954 года — центр Даниловского сельсовета; в 1954—2005 в Казаричском сельсовете.
Упразднена законом Брянской области от 28 сентября 2015 года № 74-З в связи с фактическим отсутствием жителей.